# 奥村成象
奥村 成象（おくむら なりかた、元禄16年（1703年） - 寛延2年3月27日（1749年5月13日））は、加賀藩年寄。加賀八家奥村分家第9代当主。
父は奥村忠順。祖父は初代奥村易英の次男奥村又十郎易貞。養子は奥村隆振。通称内膳。

## 生涯
元禄16年（1703年）、加賀藩人持組1700石奥村忠順の子として生まれる。父忠順は儒学者で室鳩巣の高弟・室門七才の一人であった。成象は父の家督を継いでいたが、延享3年（1746年）に加賀八家奥村分家第7代奥村煕殷の養子となって家督と1万石の知行を相続した。延享5年（1748年）6月、前田修理知久の後任として小松城代に就任する。寛延2年（1749年）3月27日没。享年47。家督は横山貴林の次男隆振が末期養子として相続した。